# Campionato mondiale di hockey su ghiaccio Under-20 2014
Il 38º Campionato mondiale di hockey su ghiaccio U-20 è stato assegnato dall'International Ice Hockey Federation alla Svezia, che lo ha ospitato a Malmö nel periodo tra il 26 dicembre 2013 e il 5 gennaio 2014. Questa è stata la sesta volta che la Svezia ha organizzato il torneo, la prima nella città costiera, dopo le edizioni del 1979, del 1984, del 1993, del 2000 e del 2007. Nella finale la Finlandia ha sconfitto la formazione campione padrona di casa della Svezia per 3-2 all'overtime e si è aggiudicata il terzo titolo di categoria, tornando al successo dopo il titolo del 1998. Nella finale per il terzo posto invece la Russia ha sconfitto il Svezia per 2-1 conquistando così la medaglia di bronzo.

## Campionato di gruppo A

### Stadi
- La Malmö Arena di Malmö, sede dei match casalinghi dei Malmö Redhawks della Hockeyallsvenskan, ha ospitato le gare del Girone B, oltre a tutta la fase ad eliminazione diretta. L'arena polivalente fu inaugurata nel 2008 e può ospitare fino ad un massimo di 13.000 spettatori.
- Il Malmö Isstadion di Malmö, costruito nel 1970, è stato fino al 2008 sede degli incontri dei Malmö Redhawks quando fu sostituito dalla Malmö Arena. Può contenere 5.800 spettatori.

### Partecipanti
Al torneo prendono parte 10 squadre:
| 8 dall'Europa     | Finlandia | Germania    | Rep. Ceca | Norvegia |  |
| 8 dall'Europa     | Russia    | Slovacchia  | Svezia    | Svizzera |  |
| 2 dal Nordamerica | Canada    | Stati Uniti |           |          |  |

### Gironi preliminari
Da quest'anno viene introdotta una nuova formula nei Gruppi A dei mondiali Under-18 e Under-20: le quattro migliori squadre di ciascun girone accedono ai quarti di finale, mentre le due squadre giunte all'ultimo posto in classifica si sfidano in uno spareggio al meglio delle tre gare per evitare la retrocessione in Prima Divisione.

#### Girone A
| Malmö 26 dicembre 2013, ore 13:30 UTC+1 | Germania | 2 – 7 (2-4; 0-2; 0-1) referto | Canada | Malmö Isstadion (1.861 spett.) |

| Malmö 26 dicembre 2013, ore 17:30 UTC+1 | Rep. Ceca | 1 – 5 (0-2; 0-2; 1-1) referto | Stati Uniti | Malmö Isstadion (1.321 spett.) |

| Malmö 27 dicembre 2013, ore 15:00 UTC+1 | Slovacchia | 9 – 2 (3-0; 3-1; 3-1) referto | Germania | Malmö Isstadion (533 spett.) |

| Malmö 28 dicembre 2013, ore 13:30 UTC+1 | Stati Uniti | 6 – 3 (2-0; 1-2; 3-1) referto | Slovacchia | Malmö Isstadion (1.658 spett.) |

| Malmö 28 dicembre 2013, ore 17:30 UTC+1 | Canada         | 4 – 4 (d.t.s.) (1-1; 0-1; 3-2; 0-0) referto | Rep. Ceca | Malmö Isstadion (3.011 spett.) |
| Shootout 0 – 1                          |                |                                             |           |                                |
|                                         |                |                                             |           |                                |
|                                         | Shootout 0 – 1 |                                             |           |                                |

| Malmö 29 dicembre 2013, ore 15:00 UTC+1 | Germania | 0 – 8 (0-2; 0-4; 0-2) referto | Stati Uniti | Malmö Isstadion (651 spett.) |

| Malmö 30 dicembre 2013, ore 13:30 UTC+1 | Rep. Ceca | 0 – 3 (0-1; 0-2; 0-0) referto | Germania | Malmö Isstadion (1.062 spett.) |

| Malmö 30 dicembre 2013, ore 17:30 UTC+1 | Canada | 5 – 3 (1-1; 1-2; 3-0) referto | Slovacchia | Malmö Isstadion (2.558 spett.) |

| Malmö 31 dicembre 2013, ore 13:30 UTC+1 | Slovacchia | 1 – 4 (0-2; 1-2; 0-0) referto | Rep. Ceca | Malmö Isstadion (1.259 spett.) |

| Malmö 31 dicembre 2013, ore 17:30 UTC+1 | Stati Uniti | 2 – 3 (0-0; 1-1; 1-2) referto | Canada | Malmö Isstadion (3.882 spett.) |

| Pos. |             | PG | V | VOT | POT | P | GF | GS | DR  | Pt |
| 1.   | Canada      | 4  | 3 | 0   | 1   | 0 | 19 | 12 | +7  | 10 |
| 2.   | Stati Uniti | 4  | 3 | 0   | 0   | 1 | 21 | 7  | +14 | 9  |
| 3.   | Rep. Ceca   | 4  | 1 | 1   | 0   | 2 | 9  | 13 | -4  | 5  |
| 4.   | Slovacchia  | 4  | 1 | 0   | 0   | 3 | 16 | 16 | 0   | 3  |
| 5.   | Germania    | 4  | 1 | 0   | 0   | 3 | 7  | 24 | -17 | 3  |

#### Girone B
| Malmö 26 dicembre 2013, ore 15:00 UTC+1 | Norvegia | 0 – 11 (0-5; 0-5; 0-1) referto | Russia | Malmö Arena (4.260 spett.) |

| Malmö 26 dicembre 2013, ore 19:00 UTC+1 | Svizzera | 3 – 5 (2-3; 0-0; 1-2) referto | Svezia | Malmö Arena (11.109 spett.) |

| Malmö 27 dicembre 2013, ore 17:30 UTC+1 | Finlandia | 5 – 1 (1-0; 3-0; 1-1) referto | Norvegia | Malmö Arena (734 spett.) |

| Malmö 28 dicembre 2013, ore 15:00 UTC+1 | Svezia | 4 – 2 (1-1; 2-0; 1-1) referto | Finlandia | Malmö Arena (11.604 spett.) |

| Malmö 28 dicembre 2013, ore 19:00 UTC+1 | Russia | 7 – 1 (2-1; 3-0; 2-0) referto | Svizzera | Malmö Arena (7.543 spett.) |

| Malmö 29 dicembre 2013, ore 17:30 UTC+1 | Norvegia | 0 – 10 (0-3; 0-3; 0-4) referto | Svezia | Malmö Arena (11.296 spett.) |

| Malmö 30 dicembre 2013, ore 15:00 UTC+1 | Russia | 1 – 4 (1-0; 0-3; 0-1) referto | Finlandia | Malmö Arena (945 spett.) |

| Malmö 30 dicembre 2013, ore 19:00 UTC+1 | Svizzera | 3 – 2 (0-1; 1-0; 2-1) referto | Norvegia | Malmö Arena (418 spett.) |

| Malmö 31 dicembre 2013, ore 14:00 UTC+1 | Svezia | 3 – 2 (2-0; 0-1; 1-1) referto | Russia | Malmö Arena (11.528 spett.) |

| Malmö 31 dicembre 2013, ore 18:00 UTC+1 | Finlandia      | 3 – 3 (d.t.s.) (1-1; 1-2; 1-0; 0-0) referto | Svizzera | Malmö Arena (718 spett.) |
| Shootout 0 – 1                          |                |                                             |          |                          |
|                                         |                |                                             |          |                          |
|                                         | Shootout 0 – 1 |                                             |          |                          |

| Pos. |           | PG | V | VOT | POT | P | GF | GS | DR  | Pt |
| 1.   | Svezia    | 4  | 4 | 0   | 0   | 0 | 22 | 7  | +15 | 12 |
| 2.   | Finlandia | 4  | 2 | 0   | 1   | 1 | 14 | 9  | +5  | 7  |
| 3.   | Russia    | 4  | 2 | 0   | 0   | 2 | 21 | 8  | +13 | 6  |
| 4.   | Svizzera  | 4  | 1 | 1   | 0   | 2 | 10 | 17 | -7  | 5  |
| 5.   | Norvegia  | 4  | 0 | 0   | 0   | 4 | 3  | 29 | -26 | 0  |

### Spareggio per non retrocedere
Le ultime due classificate di ogni raggruppamento si sfidano al meglio delle tre gare. La perdente dello spareggio viene retrocessa in Prima Divisione.
| Malmö 2 gennaio 2014, ore 12:00 UTC+1 | Germania | 0 – 3 (0-0; 0-3; 0-0) referto | Norvegia | Malmö Arena (294 spett.) |

| Malmö 3 gennaio 2014, ore 17:00 UTC+1 | Norvegia | 3 – 4 (1-2; 2-0; 0-2) referto | Germania | Malmö Isstadion (463 spett.) |

| Malmö 5 gennaio 2014, ore 12:00 UTC+1 | Germania | 3 – 1 (1-0; 1-0; 1-1) referto | Norvegia | Malmö Isstadion (157 spett.) |

### Fase a eliminazione diretta
|  | Quarti di finale | Quarti di finale | Quarti di finale |           |           | Semifinali | Semifinali | Semifinali |        |                 | Finale          | Finale          | Finale |  |
|  |                  |                  |                  |           |           |            |            |            |        |                 |                 |                 |        |  |
|  | A1               | Canada           | 4                |           |           |            |            |            |        |                 |                 |                 |        |  |
|  | A1               | Canada           | 4                |           |           |            |            |            |        |                 |                 |                 |        |  |
|  | B4               | Svizzera         | 1                |           |           |            |            |            |        |                 |                 |                 |        |  |
|  | B4               | Svizzera         | 1                |           | Canada    | Canada     | 1          |            |        |                 |                 |                 |        |  |
|  |                  |                  |                  |           | Canada    | Canada     | 1          |            |        |                 |                 |                 |        |  |
|  |                  |                  | Finlandia        | Finlandia | 5         |            |            |            |        |                 |                 |                 |        |  |
|  | B2               | Finlandia        | Finlandia        | Finlandia | 5         | 5          |            |            |        |                 |                 |                 |        |  |
|  | B2               | Finlandia        |                  |           |           |            |            |            |        |                 |                 |                 |        |  |
|  | A3               | Rep. Ceca        | 3                |           |           |            |            |            |        |                 |                 |                 |        |  |
|  | A3               | Rep. Ceca        | 3                |           | Finlandia | Finlandia  | 3          |            |        |                 |                 |                 |        |  |
|  |                  |                  |                  |           |           |            |            |            |        |                 |                 |                 |        |  |
|  |                  |                  | Svezia           | Svezia    | 2         |            |            |            |        |                 |                 |                 |        |  |
|  | A2               | Stati Uniti      | Svezia           | Svezia    | 2         | 3          |            |            |        |                 |                 |                 |        |  |
|  | A2               | Stati Uniti      |                  |           |           | 3          |            |            |        |                 |                 |                 |        |  |
|  | B3               | Russia           | 5                |           |           |            |            |            |        |                 |                 |                 |        |  |
|  | B3               | Russia           | 5                |           | Russia    | Russia     | 1          |            |        | Finale 3º posto | Finale 3º posto | Finale 3º posto |        |  |
|  |                  |                  |                  |           | Russia    | Russia     | 1          |            |        |                 |                 |                 |        |  |
|  |                  |                  | Svezia           | Svezia    | 2         |            |            |            |        |                 |                 |                 |        |  |
|  | B1               | Svezia           | Svezia           | Svezia    | 2         | 6          |            |            | Canada | Canada          | 1               |                 |        |  |
|  | B1               | Svezia           |                  |           |           |            |            |            | Canada | Canada          | 1               |                 |        |  |
|  | A4               | Slovacchia       | 0                |           |           | Russia     | Russia     | 2          |        |                 |                 |                 |        |  |

#### Quarti di finale
| Malmö 2 gennaio 2014, ore 12:00 UTC+1 | Stati Uniti | 3 – 5 (3-2; 0-2; 0-1) referto | Russia | Malmö Isstadion (1.876 spett.) |

| Malmö 2 gennaio 2014, ore 14:30 UTC+1 | Finlandia | 5 – 3 (1-1; 1-2; 3-0) referto | Rep. Ceca | Malmö Arena (4.085 spett.) |

| Malmö 2 gennaio 2014, ore 17:00 UTC+1 | Canada | 4 – 1 (1-0; 1-1; 2-0) referto | Svizzera | Malmö Isstadion (2.580 spett.) |

| Malmö 2 gennaio 2014, ore 19:30 UTC+1 | Svezia | 6 – 0 (2-0; 2-0; 2-0) referto | Slovacchia | Malmö Arena (10.857 spett.) |

#### Semifinali
| Malmö 4 gennaio 2014, ore 15:00 UTC+1 | Svezia | 2 – 1 (1-0; 0-0; 1-1) referto | Russia | Malmö Arena (11.725 spett.) |

| Malmö 4 gennaio 2014, ore 19:00 UTC+1 | Canada | 1 – 5 (0-0; 1-3; 0-2) referto | Finlandia | Malmö Arena (11.544 spett.) |

#### Finale per il 3º posto
| Malmö 5 gennaio 2014, ore 15:00 UTC+1 | Canada | 1 – 2 (0-2; 0-0; 1-0) referto | Russia | Malmö Arena (10.713 spett.) |

#### Finale
| Malmö 5 gennaio 2014, ore 19:00 UTC+1 | Svezia | 2 – 3 (d.t.s.) (0-1; 1-1; 1-0; 0-1) referto | Finlandia | Malmö Arena (12.023 spett.) |

### Classifica marcatori
| Giocatore          | PG | G | A  | Pt | +/- | MP |
| ------------------ | -- | - | -- | -- | --- | -- |
| Teuvo Teräväinen   | 7  | 2 | 13 | 15 | +11 | 2  |
| Filip Forsberg     | 7  | 4 | 8  | 12 | +3  | 2  |
| Saku Mäenalanen    | 7  | 7 | 4  | 11 | +9  | 0  |
| Anthony Mantha     | 7  | 5 | 6  | 11 | +6  | 0  |
| Martin Réway       | 5  | 4 | 6  | 10 | 0   | 4  |
| Dávid Gríger       | 5  | 3 | 7  | 10 | +1  | 0  |
| Jonathan Drouin    | 7  | 3 | 6  | 9  | +5  | 24 |
| Elias Lindholm     | 6  | 2 | 7  | 9  | -1  | 6  |
| Michail Grigorenko | 7  | 5 | 3  | 8  | +6  | 0  |
| Milan Kolena       | 5  | 4 | 4  | 8  | -1  | 6  |

### Classifica portieri
| Giocatore          | Min    | TC  | GS | SO | MGS  | Sv%   |
| ------------------ | ------ | --- | -- | -- | ---- | ----- |
| Juuse Saros        | 344:53 | 158 | 9  | 0  | 1.57 | 94.30 |
| Andrej Vasilevskij | 327:50 | 150 | 10 | 0  | 1.83 | 93.33 |
| Oscar Dansk        | 369:42 | 154 | 11 | 1  | 1.79 | 92.86 |
| Joachim Svendsen   | 318:01 | 189 | 16 | 1  | 3.02 | 91.53 |
| Marek Langhamer    | 243:47 | 128 | 12 | 0  | 2.95 | 90.62 |

### Classifica finale
| Pos | Squadra     |
| --- | ----------- |
| 1   | Finlandia   |
| 2   | Svezia      |
| 3   | Russia      |
| 4   | Canada      |
| 5   | Stati Uniti |
| 6   | Rep. Ceca   |
| 7   | Svizzera    |
| 8   | Slovacchia  |
| 9   | Germania    |
| 10  | Norvegia    |

| Promossa nel Gruppo A:         | Danimarca |
| Retrocessa in Prima Divisione: | Norvegia  |

#### Riconoscimenti
Riconoscimenti individuali
| Premio                  | Giocatore          |
| ----------------------- | ------------------ |
| Miglior giocatore (MVP) | Filip Forsberg     |
| Miglior portiere        | Oscar Dansk        |
| Miglior difensore       | Rasmus Ristolainen |
| Miglior attaccante      | Filip Forsberg     |

All-Star Team

| Attacco:  | Filip Forsberg - Anthony Mantha - Teuvo Teräväinen |
| Difesa:   | Nikita Zadorov - Rasmus Ristolainen                |
| Portiere: | Juuse Saros                                        |

### Medaglie
| Oro: | Argento: | Bronzo: |
| Finlandia #1 – Janne Juvonen #4 – Mikko Lehtonen #5 – Rasmus Ristolainen #7 – Esa Lindell #8 – Saku Mäenalanen #9 – Julius Honka #10 – Juuso Ikonen #11 – Joni Nikko #12 – Ville Pokka #13 – Ville-Valtteri Leskinen #14 – Topi Nättinen #15 – Juuso Vainio #18 – Saku Kinnunen #19 – Mikko Vainonen #20 – Teuvo Teräväinen #21 – Aleksi Mustonen #22 – Henri Ikonen #25 – Henrik Haapala #26 – Rasmus Kulmala #28 – Artturi Lehkonen #29 – Otto Rauhala #30 – Ville Husso #31 – Juuse Saros | Svezia #1 – Marcus Högberg #3 – Robin Norell #4 – Christian Djoos #5 – Andreas Johnsson #6 – Jesper Pettersson #8 – Linus Arnesson #9 – Jacob de la Rose #10 – Alexander Wennberg #13 – Gustav Olofsson #14 – Robert Hägg #15 – Sebastian Collberg #16 – Filip Forsberg #18 – André Burakowsky #19 – Elias Lindholm #20 – Lukas Bengtsson #21 – Filip Sandberg #23 – Nick Sörensen #26 – Erik Karlsson #27 – Anton Karlsson #28 – Lucas Wallmark #29 – Oskar Sundqvist #30 – Jonas Johansson #35 – Oscar Dansk | Russia #1 – Igor Ustinski #4 – Ilya Lyubushkin #5 – Alexei Bereglazov #6 – Valeri Vasilyev #7 – Kirill Maslov #8 – Nikita Tryamkin #9 – Anton Slepyshev #10 – Bogdan Yakimov #11 – Damir Zhafyarov #12 – Ivan Barbashev #14 – Nikolai Skladnichenko #15 – Georgi Busarov #16 – Nikita Zadorov #17 – Eduard Gimatov #18 – Vyacheslav Osnovin #19 – Pavel Buchnevich #20 – Ivan Nalimov #21 – Alexander Barabanov #22 – Andrei Mironov #23 – Valentin Zykov #25 – Mikhail Grigorenko #27 – Vadim Khlopotov #30 – Andrei Vasilevski |

## Prima Divisione
Il Campionato di Prima Divisione si è svolto in due gironi all'italiana. Il Gruppo A ha giocato a Sanok, in Polonia, fra il 15 e il 21 dicembre 2013. Il Gruppo B ha giocato a Dumfries, nel Regno Unito, fra il 9 e il 15 dicembre 2013:

### Gruppo A
| Pos. |             | PG | V | VOT | POT | P | GF | GS | DR  | Pt |
| 1.   | Danimarca   | 5  | 5 | 0   | 0   | 0 | 20 | 10 | +10 | 15 |
| 2.   | Lettonia    | 5  | 4 | 0   | 0   | 1 | 23 | 7  | +16 | 12 |
| 3.   | Bielorussia | 5  | 3 | 0   | 0   | 2 | 23 | 14 | +9  | 9  |
| 4.   | Austria     | 5  | 2 | 0   | 0   | 3 | 10 | 14 | -4  | 6  |
| 5.   | Slovenia    | 5  | 0 | 1   | 0   | 4 | 11 | 28 | -17 | 2  |
| 6.   | Polonia     | 5  | 0 | 0   | 1   | 4 | 6  | 20 | -14 | 1  |

| Promossa nel Gruppo A: Danimarca | Retrocessa in Prima Divisione B: Polonia |

### Gruppo B
| Pos. |             | PG | V | VOT | POT | P | GF | GS | DR  | Pt |
| 1.   | Italia      | 5  | 3 | 2   | 0   | 0 | 20 | 14 | +6  | 13 |
| 2.   | Kazakistan  | 5  | 4 | 0   | 0   | 1 | 28 | 16 | +12 | 12 |
| 3.   | Francia     | 5  | 2 | 0   | 2   | 1 | 15 | 16 | -1  | 8  |
| 4.   | Ucraina     | 5  | 2 | 0   | 0   | 3 | 11 | 15 | -4  | 6  |
| 5.   | Regno Unito | 5  | 1 | 1   | 1   | 2 | 13 | 20 | -7  | 6  |
| 6.   | Giappone    | 5  | 0 | 0   | 0   | 5 | 17 | 23 | -6  | 0  |

| Promossa in Prima Divisione A: Italia | Retrocesso in Seconda Divisione A: Regno Unito |

## Seconda Divisione
Il Campionato di Seconda Divisione si è svolto in due gironi all'italiana. Il Gruppo A ha giocato a Miskolc, in Ungheria, fra il 15 e il 21 dicembre 2013. Il Gruppo B ha giocato a Jaca, in Spagna, fra l'11 e il 17 gennaio 2014:

### Gruppo A
| Pos. |             | PG | V | VOT | POT | P | GF | GS | DR  | Pt |
| 1.   | Ungheria    | 5  | 5 | 0   | 0   | 0 | 34 | 7  | +27 | 15 |
| 2.   | Lituania    | 5  | 3 | 1   | 0   | 1 | 21 | 14 | +7  | 11 |
| 3.   | Paesi Bassi | 5  | 3 | 0   | 1   | 1 | 22 | 18 | +4  | 10 |
| 4.   | Estonia     | 5  | 2 | 0   | 0   | 3 | 11 | 19 | -8  | 6  |
| 5.   | Romania     | 5  | 1 | 0   | 0   | 4 | 8  | 20 | -12 | 3  |
| 6.   | Croazia     | 5  | 0 | 0   | 0   | 5 | 8  | 26 | -18 | 0  |

| Promossa in Prima Divisione B: Ungheria | Retrocessa in Seconda Divisione B: Croazia |

### Gruppo B
| Pos. |               | PG | V | VOT | POT | P | GF | GS | DR  | Pt |
| 1.   | Corea del Sud | 5  | 5 | 0   | 0   | 0 | 41 | 12 | +29 | 15 |
| 2.   | Spagna        | 5  | 4 | 0   | 0   | 1 | 19 | 11 | +8  | 12 |
| 3.   | Serbia        | 5  | 3 | 0   | 0   | 2 | 15 | 15 | 0   | 9  |
| 4.   | Australia     | 5  | 1 | 1   | 0   | 3 | 12 | 19 | -7  | 5  |
| 5.   | Islanda       | 5  | 1 | 0   | 1   | 3 | 20 | 19 | +1  | 4  |
| 6.   | Cina          | 5  | 0 | 0   | 0   | 5 | 9  | 40 | -31 | 0  |

| Promossa in Seconda Divisione A: Corea del Sud | Retrocessa in Terza Divisione: Cina |

## Terza Divisione
Il Campionato di Terza Divisione si è svolto in un unico girone all'italiana a Smirne, in Turchia, fra il 12 e il 18 gennaio 2014.
| Pos. |               | PG | V | VOT | POT | P | GF | GS | DR  | Pt |
| 1.   | Belgio        | 5  | 5 | 0   | 0   | 0 | 37 | 3  | +34 | 15 |
| 2.   | Nuova Zelanda | 5  | 4 | 0   | 0   | 1 | 29 | 6  | +23 | 12 |
| 3.   | Messico       | 5  | 2 | 1   | 0   | 2 | 16 | 11 | +5  | 8  |
| 4.   | Turchia       | 5  | 2 | 0   | 1   | 2 | 10 | 24 | -14 | 7  |
| 5.   | Sudafrica     | 5  | 0 | 1   | 0   | 4 | 7  | 26 | -19 | 2  |
| 6.   | Bulgaria      | 5  | 0 | 0   | 1   | 4 | 4  | 33 | -29 | 1  |

| Promossa in Seconda Divisione B: Belgio | Retrocessa dalla Seconda Divisione B: Cina |